# Lomno
Lomno – wieś w Słowenii, w gminie Krško. W 2018 roku liczyła 70 mieszkańców.